# 2016年哈那塞攻勢
2016年哈那塞攻勢由伊斯兰国和阿克薩戰士發起，旨在切斷敘利亞政府通往阿勒颇省北部的唯一補給線。

## 過程
2016年2月21日晚上10時，伊斯蘭國發起進攻。到次日，Rasm Al-Nafal村及哈那塞－阿勒頗公路上另外兩處地方在伊斯蘭國與阿克薩戰士的聯合攻擊下失守。敘政府通往阿勒頗市的唯一補給線被切斷。聖戰分子隨後攻佔另外6個村莊。
2月23日，伊斯蘭國攻佔哈那塞。政府軍其後反攻，奪回哈那塞外圍的Syria Tel山及Rasm Al-Nafal。
次日早上，敘軍進入哈那塞及另一個村莊。2月25日，敘軍老虎部隊與友軍收復哈那塞，但外圍的數個小山仍被伊斯蘭國佔據。敘軍其後向哈那塞北面推進，收復附近的Al-Mughayrat村。與此同時，從北方進攻的敘軍於前一天在俄軍空襲下取得突破後，成功收復Shilallah al-Kabeera。到2月25日完結時，敘軍抵達另外兩個村莊，開始為次日早上的新攻勢作準備。
2月26日敘軍收復3個村莊，使得佔據傑布勒鹽沼西南方一些村莊的伊斯蘭國分子面臨被包圍的危險。敘軍於該日稍後從伊斯蘭國手上收復4個村莊，成功打通往阿勒頗的公路。伊斯蘭國一度佔據al-Hamam山附近一個可俯瞰該條公路的村莊，但在次日被敘軍趕離。
2月28日，敘軍收復哈那塞附近的2個村莊和2個山區據點。同一時間，伊斯蘭國在Sheikh Hilal－伊特里亞公路的最後一個據點也被敘軍收復。2月29日，往阿勒頗市的公路重新開放。